# The One Grand Show
The One Grand Show war eine Revue im Friedrichstadt-Palast in Berlin und die Nachfolgeshow von The Wyld.
Die Show handelt von einem Gast auf einer Party, welche in einem alten Theater stattfindet. Auf der Party verliert sich der Gast in der Geschichte des alten Theaters und begibt sich auf die Suche nach „The One“.

## Produktion
The One Grand Show ist mit einem Produktionsbudget von elf Millionen Euro die teuerste Produktion, die es außerhalb von Las Vegas gab. Produzent war wie schon bei den Vorgänger-Shows Qi, Yma, Show me und The Wyld der Intendant Berndt Schmidt. Erstmals arbeitete der Friedrichstadt-Palast mit dem Modedesigner Jean Paul Gaultier zusammen.
Die Show feierte am 6. Oktober 2016 Weltpremiere und endete am 5. Juli 2018. Nach The One war seit Oktober 2018 VIVID zu sehen.